# 白仁武
白仁 武（しらに たけし、1863年12月1日（文久3年10月21日）- 1941年（昭和16年）4月20日）は、日本の内務官僚・実業家。官選栃木県知事、日本郵船社長、八幡製鉄所長官。

## 経歴
柳河藩主立花家家従・白仁成功の長男として生まれる。1883年（明治16年）家督を相続。柳河中学、共立学校、大学予備門を経て、1890年（明治23年）7月、帝国大学法科大学政治学科を卒業。同年7月、内務省に入り内務試補として会計局に配属された。
1890年11月、県治局勤務となる。以後、内務省参事官、北海道庁参事官・内務部郡治課長、同部地理課長、文部書記官、拓殖務書記官、内務事務官、内務書記官・大臣官房北海道課長、内務省神社局長兼総務局北海道課長などを歴任。
1904年（明治37年）1月、栃木県知事に就任。足尾鉱毒事件への対応のため渡良瀬遊水地の建設を推進した。1906年（明治39年）8月、文部省普通学務局長に転じた。以後、関東都督府民政長官、内閣拓殖局長官を歴任。1918年（大正7年）2月、製鉄所長官に就任し、1924年（大正13年）11月に退官した。
その後、日本郵船社長に就任し、1929年（昭和4年）5月まで在任した。

## 栄典
位階
- 1892年（明治25年）3月19日 - 従七位[5]
- 1894年（明治27年）7月20日 - 正七位[6]
- 1902年（明治35年）12月24日 - 正五位[7]
- 1913年（大正2年）8月20日 - 正四位[8]
- 1918年（大正7年）3月20日 - 従三位[9]
- 1923年（大正12年）5月10日 - 正三位[10]

勲章等
- 1903年（明治36年）12月26日 - 勲四等瑞宝章[11]。
- 1906年（明治39年）4月1日 - 勲三等旭日中綬章[12]
- 1915年（大正4年）
  - 11月7日 - 旭日重光章[13]
  - 11月10日 - 大礼記念章[14]
- 1920年（大正9年）11月1日 - 勲一等瑞宝章[15]
- 1940年（昭和15年）8月15日 - 紀元二千六百年祝典記念章[16]

外国勲章佩用允許
- 1909年（明治42年）5月21日 - 大清帝国：頭等第三双竜宝星[17]

## 親族
- 白仁成功 -  柳河藩。
- トヨ - 母。十時興次兵衛長女。福岡県。[18]
  - 白仁武 - 日本郵船社長、他。
  - 川崎マサ - 妻。陸軍軍人男爵川崎祐名の子。[2]
    - 白仁興代 - 一女。
    - 古賀邦夫 - 興代夫。佐賀県。法学博士古賀鹿造長男。
    - 白仁泰 - 一男。
    - 浜口篤子 - 泰妻。浜口檐と近藤廉平二女八重子の子。
      - 白仁成文
      - 武内正子 - 成文妻。横浜正金銀行副頭取武内金平の孫。湘南モノレール常務武内弥四郎の長女。
      - 白仁正武
      - 白仁春男
      - 白仁勝
      - 白仁武子

    - 白仁進 - 二男。
    - 白仁多嘉子 - 二女。
    - 黒田鴻五 - 多嘉子夫。法学士。黒田英雄弟。[19]
    - 白仁宇都代 - 三女。
    - 石渡忠四郎 - 宇都代夫。大審院検事石渡敏一の子。弟婚族に最高裁判所長官の三淵忠彦。
    - 白仁止 - 三男。
    - 白仁満 - 四男。
    - 白仁満州代 - 四女。
    - 平田敬一郎 - 満洲代夫。大蔵省。
    - 白仁保一 - 五男。
    - 白仁鐡子 - 五女。
    - 根岸国義 - 鐡子夫。富士銀行外国部。[20]
    - 白仁錬一 - 六男。
    - 白仁成 - 七男。

  - 白仁三郎 - 弟。能楽評論家。
  - 白仁みつ
  - 志賀野麻績人 - 養女。福岡。志賀野守の妹。
  - 長耕造 - 麻績人夫。